# Правило Бента
Пра́вило Бе́нта (англ. Bent’s rule) — у випадку утворення зв'язку з електронегативним атомом атомна орбіталь, яка надається другим атомом для цього зв'язку, набирає більшого ступеня р-характеру. Правило має широку застосовність, зокрема при аналізі геометрії (валентних кутів) органічних сполук.
У молекулі валентні кути між зв'язками електронегативних замісників є меншими, оскільки центральний атом, з яким вони сполучені, намагається спрямувати зв'язуючі гібридні орбіталі з більшим р-характером у напрямку більш електронегативних замісників.